# 歌武蔵の月刊らじちゃんこ
歌武蔵の月刊らじちゃんこ（うたむさしのげっかんらじちゃんこ）は、CBCラジオで毎月最終週の土曜日に放送していたラジオ番組。2014年4月放送開始、同年9月放送終了。
2014年10月11日より「歌武蔵の週刊らじちゃんこ」に改題し、毎週土曜日に放送。

## 概要
元力士で現落語家の三遊亭歌武蔵が、毎回テーマの内容やゲストを迎え、爆笑の話、人情話まで、ごった煮トークで展開するラジオ番組。

## 放送時間
- 毎月土曜日の最終週　17:00～19:00
  - ちなみに6月は第2週の6月14日、7月は第3週の7月19日（17:00～18:27）、8月は第1週の8月2日、9月は（17:00～17:57）に放送した。

## パーソナリティー
- 三遊亭歌武蔵

## コーナー紹介
- 今月の「しくじり」大賞!
- 川柳コーナー
- ウィークエンドネットワーク